# Tribunale federale svizzero
Il Tribunale federale (tedesco Schweizerisches Bundesgericht, francese Tribunal fédéral, romancio Tribunal federal) è la più alta autorità giuridica della Svizzera. Attualmente è presieduto da François Chaix.
Dal 1875 ha sede a Losanna, mentre due Corti hanno sede a Lucerna. Queste ultime fino al 31 dicembre 2006 hanno costituito il Tribunale federale delle assicurazioni. Il Tribunale federale si gestisce da sé, ma è controllato dal Parlamento. 
Ogni anno vengono trattati più di 5000 casi.
Il carico di lavoro è talmente alto che l'amministrazione federale ha dovuto occuparsi di trovare nuove soluzioni, sgravando la Corte suprema della Confederazione da competenze di prima e unica istanza. Il 1º aprile del 2004 ha così iniziato ad esistere il Tribunale penale federale di Bellinzona. Il 1º gennaio 2007 è entrato in funzione il Tribunale amministrativo federale che nel 2012 è stato trasferito a San Gallo dalla sede provvisoria di Berna. Dal 1º gennaio 2009 i Cantoni sono stati obbligati a istituire per quasi ogni controversia giuridica (salvo atti prevalentemente politici e i diritti politici) un tribunale che funga da istanza precedente al Tribunale federale (fino ad allora molte controversie amministrative erano decise in ultimo grado cantonale dai Parlamenti o dai Governi cantonali). Il 1º marzo 2012 è entrato in funzione il Tribunale federale dei brevetti.
I giudici federali sono eletti dall'Assemblea federale prendendo in considerazione le diversità linguistiche, regionali e politiche. La durata della carica è di 6 anni e può essere rinnovata. La funzione di giudice federale è accessibile in linea di massima a ogni cittadino svizzero: una formazione giuridica non è indispensabile anche se ormai è diventata la regola.
Il Tribunale federale statuisce in qualità di ultima istanza in quasi tutti gli ambiti giuridici. Su ricorso controlla se il diritto è applicato correttamente nella decisione impugnata. Tramite le sue sentenze, il Tribunale federale assicura un’applicazione conforme del diritto federale in tutto il Paese. Le sue decisioni contribuiscono all’evoluzione del diritto e al suo adeguamento alle nuove situazioni. Gli altri tribunali e le autorità amministrative si riferiscono alla giurisprudenza del Tribunale federale e riprendono i suoi principi. La procedura davanti al Tribunale federale ha luogo per iscritto. Non esiste un processo con audizione delle parti e dei testimoni, o con arringa degli avvocati. In effetti, il Tribunale federale statuisce sulla base dei fatti accertati e trascritti agli atti dalle istanze precedenti.
Se il Tribunale federale dovesse giungere alla conclusione che l’istanza inferiore non abbia reso una decisione corretta, annulla la decisione impugnata e, se necessario, la rinvia a quest’ultima per un nuovo esame.
Le sue sentenze possono essere impugnate alla Corte europea dei diritti dell'uomo di Strasburgo.

## Organizzazione
Organi di direzione
Gli organi di direzione sono la Corte plenaria, la Conferenza dei presidenti e la Commissione amministrativa. La Corte plenaria è composta da tutti i giudici ordinari e si occupa dell'organizzazione interna del Tribunale. Essa decide la composizione delle corti, nomina i loro presidenti e adotta i regolamenti. Alla Commissione amministrativa, composta dal Presidente del Tribunale federale, dal Vicepresidente e da un altro giudice, compete la gestione del Tribunale. La Conferenza dei presidenti riunisce i presidenti di tutte le corti e veglia alla coordinazione della giurisprudenza tra le corti; il Presidente del Tribunale federale vi partecipa con voto consultivo. Il Segretario generale partecipa con voto consultivo alle sedute della Corte plenaria, della Commissione amministrativa e della Conferenza dei presidenti.
I giudici federali
Il Tribunale federale si compone di 40 giudici e più precisamente di 15 donne e 25 uomini. Tre giudici sono di madrelingua italiana, dodici di madrelingua francese e ventitré di madrelingua tedesca. I giudici federali beneficiano dello statuto di magistrato e non sono autorizzati ad esercitare un'altra attività professionale remunerata. I giudici sono eletti dall'Assemblea federale plenaria (Consiglio nazionale e Consiglio degli Stati) su proposta della Commissione giudiziaria per un periodo di sei anni e possono essere rieletti un numero illimitato di volte fino al compimento del 68º anno. Può essere eletto giudice chiunque abbia diritto di voto a livello federale: sebbene la legge non prescriva una formazione giuridica specifica, nella pratica sono eletti esclusivamente giuristi con esperienza consolidata in ambito giudiziario, dell'avvocatura, universitario o dell'amministrazione.
I giudici supplenti
Ai 40 giudici ordinari si aggiungono 19 giudici supplenti, anch'essi eletti dall'Assemblea federale: tre sono di madrelingua italiana, undici di madrelingua francese e ventitré di madrelingua tedesca. Dieci di essi sono donne. I giudici supplenti esercitano la funzione di giudice federale a titolo accessorio e lavorano a titolo principale come professori, avvocati o giudici in seno ad istanze cantonali. In generale, sono chiamati a sostituire giudici ricusati o malati oppure in caso di un sovraccarico di lavoro. Nei procedimenti ai quali partecipano, i giudici supplenti hanno gli stessi diritti e doveri dei giudici ordinari.
I cancellieri
I cancellieri sono i collaboratori giuridici dei giudici. In passato, la loro attività consisteva essenzialmente nel redigere le motivazioni delle sentenze. Oggi, invece, in seguito all'aumento del numero di cause da trattare, spesso viene loro affidata l'elaborazione del progetto di decisione e partecipano quindi, con voto consultivo, all'istruzione delle cause e all'emanazione delle sentenze. Basandosi sulle osservazioni dei giudici della corte, redigono infine il testo definitivo della sentenza. Attualmente, il Tribunale federale conta 144 cancellieri, di cui circa un terzo sono donne.

## Le corti del Tribunale federale
I 40 giudici federali sono eletti dall'Assemblea federale. Il Tribunale federale si compone di otto corti che contano ciascuna 5 giudici. Le competenze delle corti sono determinate in funzione delle materie giuridiche (diritto pubblico, diritto privato, diritto penale).
Prima Corte di diritto pubblico
Ambiti di competenza: garanzia della proprietà, pianificazione del territorio, diritto edilizio, protezione dell'ambiente, diritti politici, assistenza giudiziaria internazionale in materia penale, circolazione stradale (incluse le revoche della licenza di condurre), diritto di cittadinanza e garanzie procedurali. La corte tratta inoltre i ricorsi in materia penale contro le decisioni incidentali nell'ambito della procedura penale e contro i decreti di non luogo a procedere o di abbandono del procedimento.
- Presidente: Stephan Haag
- Giudici:  François Chaix, Lorenz Kneubühler, Thomas Müller, Laurent Merz

Seconda Corte di diritto pubblico
Ambiti di competenza: diritto degli stranieri, diritto fiscale, diritto pubblico economico (p. es.: responsabilità dello Stato, sovvenzioni, radio e televisione), diritti fondamentali quali libertà di credo e di coscienza, libertà di lingua e libertà economica. 
- Presidente: Florence Aubry Girardin
- Giudici: Yves Donzallaz, Julia Hänni, Marianne Ryter, Matthias Kradolfer

Terza Corte di diritto pubblico
Ambiti di competenza: assicurazione vecchiaia e superstiti, assicurazione invalidità, prestazioni complementari, indennità per perdita di guadagno, assicurazione malattie e previdenza professionale.
- Presidente: Margit Moser-Szeless
- Giudici: Thomas Stadelmann, Francesco Parrino, Michael Beusch, Susanne Bollinger

Quarta Corte di diritto pubblico
Ambiti di competenza: assicurazione invalidità, assicurazione contro gli infortuni, assicurazione contro la disoccupazione, assicurazione sociale cantonale, assegni familiari, assistenza sociale, assicurazione militare e diritto del personale pubblico. 
- Presidente: Daniela Viscione
- Giudici: Marcel Maillard, Alexia Heine, Karin Scherrer Reber, Jean Métral

Prima Corte di diritto civile
Ambiti di competenza: diritto delle obbligazioni, diritto dei contratti d'assicurazione, diritto dei beni immateriali, diritto della concorrenza e giurisdizione arbitrale internazionale.
- Presidente: Christoph Hurni
- Giudici: Christina Kiss, Christian Denys, Yves Rüedi, Marie-Chantal May Canellas

Seconda Corte di diritto civile
Ambiti di competenza: Codice civile (diritto delle persone, diritto di famiglia, diritto delle successioni e diritti reali) e diritto delle esecuzioni e fallimenti.
- Presidente: Grégory Bovey
- Giudici: Christian Herrmann, Stephan Hartmann, Federica De Rossa, Christian Josi

Prima Corte di diritto penale
Ambiti di competenza: diritto penale materiale (inclusa l'esecuzione delle pene e delle misure), procedura penale (esclusi i ricorsi contro le decisioni incidentali nell'ambito della procedura penale e contro i decreti di non luogo a procedere o di abbandono del procedimento).
- Presidente: Laura Jacquemoud-Rossari
- Giudici: Giuseppe Muschietti, Rolf von Felten, Sandra Wohlhauser, Patrick Guidon

Seconda Corte di diritto penale
- Presidente: Bernard Abrecht
- Giudici:  Beatrice van de Graaf, Sonja Koch, Christian Kölz, Yann-Eric Hofmann